# Israel Ochoa
Israel Antonio Ochoa Plazas (Paipa, 16 augustus 1964) is een Colombiaans voormalig wielrenner. Hij was meerdere malen Colombiaans kampioen tijdrijden.

## Belangrijkste overwinningen
1991
- 6e etappe Clásico RCN

1996
- 1e etappe Clásico RCN
- Eindklassement Clásico RCN

1998
- Proloog Clásico RCN
- Pan-Amerikaans kampioenschap op de weg

2000
- Colombiaans kampioen tijdrijden, Elite

2002
- 4e etappe Ronde van Colombia

2004
- 4e etappe Doble Copacabana GP Fides
- Colombiaans kampioen op de weg, Elite
- Colombiaans kampioen tijdrijden, Elite
- 10e etappe Ronde van Costa Rica
- Eindklassement Ronde van Costa Rica

2005
- 5e etappe deel B Doble Copacabana GP Fides

2007
- 7e etappe Clásico RCN
- 8e etappe Clásico RCN

2008
- Colombiaans kampioen tijdrijden, Elite

2009
- 8e etappe Clásico RCN
- 8e etappe Ronde van Ecuador

## Grote rondes
| Jaar | Ronde van Italië | Ronde van Frankrijk | Ronde van Spanje |
| ---- | ---------------- | ------------------- | ---------------- |
| 1993 |                  |                     | opgave           |